# Neoclássico (álbum)
Neoclássico é o quarto álbum de estúdio lançado pela cantora brasileira Patricia Marx (na época ainda sob o nome Patricia), em 1992, pela gravadora Camerati.
Concebido por Mamoru Oxima como um projeto a ser lançado exclusivamente para o Japão, a fim de saciar o interesse crescente do país pela  música brasileira, acabou por ser lançado no Brasil, de maneira limitada.
Para promovê-lo foram feitas apresentações em programas de TV e uma turnê intitulada O Tic Tac do Meu Coração, que percorreu algumas cidades brasileiras, no mesmo ano.
A recepção da crítica especializada foi favorável, com resenhas que elogiaram tanto aos vocais quanto a seleção de canções escolhidas, e consideraram esse seu melhor trabalho até então.

## Antecedentes e produção
Em 1992, Patricia Marx já tinha uma carreira consolidada no mercado fonográfico brasileiro, com três álbuns de estúdio lançados e mais uma coletânea, tinha atingido mais de 700 mil cópias vendidas em território brasileiro. No entanto, seu desejo de gravar canções nos gêneros MPB, bossa nova e black music sempre foi vetado pela RCA, a qual era contratada, por "não ter o padrão comercial exigido pela gravadora".
Com o contrato encerrado, estava decidida a dar um novo rumo à sua carreira. O produtor musical japonês e estudioso da música brasileira, Mamoru Oxima, veio ao Brasil disposto a encontrar uma jovem cantora com voz suave para ser lançada por lá. Após um intenso trabalho de pesquisa, descobriu o álbum O Poeta do Bexiga, tributo ao cantor e compositor Adoniran Barbosa, no qual Patrícia aparece cantando a faixa "Samba Italiano". Oxima encantou-se com a voz e entrou em contato com ela.
Juntos, os dois escolheram um repertório com canções de MPB e bossa nova, incluindo clássicos de Noel Rosa ("Conversa de Botequim"), Tom Jobim ("Vivo sonhando" e "Samba de uma nota só"), Pixinguinha ("Rosa") e Rita Lee ("Picola Marina"), cujo trabalho ele não conhecia e lhe foi apresentado por ela. Além disso, compuseram juntos a música "Dorme Carolina", um acalanto para a irmã da cantora, na época com 2 anos.

## Lançamento e divulgação
A princípio, o trabalho seria lançado apenas no Japão, mas acabou sendo lançado também no Brasil, com tiragem limitada, pelo selo independente Camerati.
Para promovê-lo, houve aparições em alguns programas da TV brasileira e shows de lançamento no Rio e São Paulo, cujo set list privilegiava apenas as suas  canções, deixando de fora os sucessos de seus antecessores. O espetáculo, recebeu elogios da crítica especializada.

## Recepção crítica
| Críticas profissionais | Críticas profissionais |
| Avaliações da crítica  | Avaliações da crítica  |
| Fonte                  | Avaliação              |
| ---------------------- | ---------------------- |
| O Globo                | Favorável              |
| Folha de S.Paulo       | Favorável              |

As resenhas feitas pela crítica especializada foram aclamadoras. Em sua crítica para o jornal O Globo, de 12 de julho de 1993, Mauro Ferreira pontuou que a cantora sempre foi talentosa, no entanto por questões mercadológicas, sempre cantou músicas "ocas" e comerciais, que estavam aquém de suas habilidades como artista. Elogiou as faixas "Rosa", 'Vivo Sonhando" e "Tome Polca" e finalizou dizendo: "O disco é valorizado por arranjos eficientes, que procuram sugerir a estética da época sem perder a noção da atualidade. Resumindo: um disco gostoso que faz jus, enfim, ao talento sempre atribuído à Patrícia".
A resenha da Folha de S.Paulo inicia-se com uma indagação sobre só vinhos velhos serem bons, em alusão a idade da cantora, que mostrou-se ótima, mesmo sendo jovem. Denominou o trabalho de "surpreendente" e disse que com as canções e o show de divulgação, muitos mudaram de ideia sobre ela vir a tornar-se um grande nome da música internacional.

## Lista de faixas
Créditos adaptados do CD Neoclássico, de 1992.
| N.º | Título                                               | Compositor(es)                         | Duração |  |
| 1.  | "Sereno"                                             | Oswaldinho da Cuíca                    | 4:28    |  |
| 2.  | "Tome Polca"                                         | Luiz Peixoto, José Maria de Abreu      | 2:58    |  |
| 3.  | "Rosa"                                               | Otávio de Souza, Pixinguinha           | 3:35    |  |
| 4.  | "Bossa Medley: Vivo Sonhando / Samba de Uma Nota Só" | Tom Jobim / Tom Jobim, Newton Mendonça | 4:35    |  |
| 5.  | "Conversa de Botequim"                               | Vadico, Noel Rosa                      | 3:16    |  |
| 6.  | "Duas Contas"                                        | Garoto                                 | 1:52    |  |
| 7.  | "Picola Marina"                                      | Antônio Bivar, Roberto de Carvalho     | 3:40    |  |
| 8.  | "Voltas Pra Ficar"                                   | Sônia Rosa                             | 4:08    |  |
| 9.  | "Samba Italiano"                                     | Adoniran Barbosa                       | 2:49    |  |
| 10. | "Dorme Carolina"                                     | Patrícia Marx, Mamoru Oshima           | 4:15    |  |
| 11. | "Sereno" (Instrumental)                              | Oswaldinho da Cuíca                    | 4:40    |  |

## Histórico de lançamento
| País   | Data | Formato                       | Gravadora | Edição(ões) |
| ------ | ---- | ----------------------------- | --------- | ----------- |
| Japão  | 1992 | CD                            | Camerati  | Padrão      |
| Brasil | 1992 | CD [ 12 ] LP [ 13 ] K7 [ 14 ] | Camerati  | Padrão      |